# Dan McGurk
Dan McGurk, né le 30 juin 1926 à Eufaula et mort le 3 septembre 2020, est un directeur de société, investisseur, haut-fonctionnaire et président d'association industrielle importante, au XXe siècle aux États-Unis.

## Biographie

### Origines et formation
Dan McGurk naît le 30 juin 1926 à Eufaula, en Alabama, où il a passé sa jeunesse, avant de vivre à Londres, en Argentine et dans le Connecticut. Son père, Herbert Lockwood McGurk, occupe divers postes chez le fabricant d'électroménager Frigidaire.
Ingénieur de l’Université du Texas, il est aussi diplômé en 1949 de West Point, l’Académie militaire des États-Unis, et de l’université d’Oxford, en économie, philosophie et sciences politiques, grâce à la célèbre bourse d’études Rhodes.

### Premières responsabilités chez TRW et Scantlin Elecronics
En 1956, il quitte l'armée pour débuter une carrière de plusieurs décennies dans l’industrie informatique. Son premier employeur est Thomson Ramo Wooldridge, un fabricant de calculateurs électroniques fondé en 1953 par les chercheurs en électronique Simon Ramo et Dean Wooldridge. Il est recruté par le vice-président, son camarade de West Point Phister Montgomery. Après l'absorption de la société Teleregister, dont l'action s'était envolée à 34 dollars en 1961, lors de la grande bulle spéculative sur l'électronique, TRW deviendra actionnaire de Bunker Ramo, qui opère un réseau d'information boursière datant des années 1920, relancé ensuite par les progrès dans l'électronique de la fin des années 1950 et la concurrence avec la startup Ultronics Systems, dont le produit Stockmaster constitue l'ancêtre du Nasdaq, après son rachat par l'agence Reuters.
Entre-temps, Dan McGurk est parti fin 1962 travailler au service de Scantlin Electronics à nouveau sous l'impulsion de Phister Montgomery. Scantlin Electronics avait lancé en 1960 un autre réseau d'information boursière en temps réel Quotron, autre autre ancêtre du Nasdaq.

### Président de Scientific Data Systems
En 1963, il refuse une proposition d'embauche chez Scientific Data Systems (SDS), créé en 1961 pour des ordinateurs plus petits et meilleurs marché qu'IBM, plus centrés sur les circuits intégrés. En 1964, il accepte finalement une nouvelle offre comme directeur du marketing après avoir été candidat malheureux à la succession du président de Scantlin Electronics Vance Holdem lorsque ce dernier quitte la société. SDS préparait alors un des premiers ordinateurs de temps partagé réels du marché, et son ordinateur 940, pièce maîtresse de cette technologie, était en train d'entrer en production à Los Angeles.
Côtée à Wall Street, SDS augmentera ses ventes de 7 à 100 millions de dollars entre 1964 et 1969, année où elle a cinq usines sur le sol américain et 2 900 salariés. Dan McGurk devient PDG avant le rachat en mai 1969 par Xerox, opération qui voit le fondateur Max Palevsky partir pour devenir cinéaste, accompagner en 1969 à Santa Clara la création du fondeur Intel et faire la campagne présidentielle 1972 dy sénateur George McGovern.

### Départ de Xerox
En désaccord avec Xerox, il quitte la société en octobre 1970, les actions acquises lors de la fusion de mai 1969 lui ayant permis de se consacrer à sa santé, à ses sept enfants et au désir de servir son pays. Approché par un groupe d'amis de longue date devenus dirigeants d’entreprises fabriquant des équipements périphériques informatiques tels que des platines à bandes et des mémoires pour les machines principales de traitement de données, qui lui expliquent qu'ils sont en train de se faire "dévorer vivants" par IBM et lui demandent de créer "une organisation pour représenter leurs intérêts et ceux d’autres entreprises informatiques". Il fonde alors la Computer Industry Association le 28 juin 1972, avec 7  entreprises, l'effectif montant ensuite à 34 entreprises générant un chiffre d’affaires annuel global de 1,5 milliard de dollars puis à 40 membres représentent une composition équilibré, avec une demi-douzaine de secteurs différents, cinq sociétés de logiciels, et même une société de miniordinateurs et des fabricants de mémoire. Leur point commun est la « posture anti-IBM » et anti-ATT.

### Président de la Computer Industry Association
Selon lui, IBM n'étant « plus intouchable », cela « doit donner du courage à toute l’industrie » informatique. Il a soutenu activement Telex Corporation dans son action antitrust contre IBM, battu pour la première fois en justice le 23 septembre 1973, en plaidant pour un éclatement d'IBM en sept sociétés. Il a rencontré le ministère de la justice le 16 octobre 1972 jour où ce dernier propose une scission d'IBM.
Fin octobre 1972, il réunit les patrons de 45 entreprises informatiques indépendantes pour leur expliquer l’affaire antitrust et présenter son projet de publier prochainement un livre d'une centaine de pages retraçant les viols par IBM de la loi antitrust depuis 1913. Son association veut voir IBM scindé en sept différentes sociétés, une pour chaque ligne de produit informatique, ayant de l’ordre de 500 millions à 1 milliard de dollars par an de revenus.
IBM a cependant réussi à obtenir une ordonnance de bâillon sur l’affaire, interdisant au ministère et aux cadres du groupe et IBM de discuter du cas avec la presse, mais son président Vincent Learson s'est épanché avec un journaliste du Wall Street Journal pour lui expliquer que la scission attendue "ne se produira jamais.

### Plaidoyer pour un organisme des normes informatiques et de meilleures télécommunications
McGurk fait campagne pour "une industrie de l'ordinateur compétitive". Au cours de son mandat, il a demandé au Congrès de doubler le budget de la division antitrust du ministère de la Justice et exhorté ce dernier à prendre des mesures immédiates pour accélérer son procès afin de démanteler IBM. Il devient un spécialiste des questions de marché et de concurrence, également questionné par la presse au sujet des procédures conncernant un autre géant, le téléphoniste ATT.
Selon lui, les voix des utilisateurs doivent être entendues plus fortement dans trois domaines, la protection et la sécurité des données, les normes, et l'interconnexion avec le système national de télécommunications. Il a ainsi plaidé pour la mise en place d’un organisme « neutre et solide » visant à trouver des « solutions solides » pour l'intérêt général dans l'informatique, sur le mode de la Conseil américain des normes comptables, qui avait été reconnu en 1973 par Securities and Exchange Commission, gendarme de la Bourse, pour édicter des normes comptables.

### Administration du président Gerald Ford
En 1975, on lui a demandé de rejoindre l’administration du président Gerald Ford, en place depuis la démission de Richard Nixon en 1973, comme directeur adjoint au bureau du budget de gestion. Il a occupé ce poste jusqu’à ce que le président Carter prenne ses fonctions.